# Associazione Sportiva Bisceglie 2019-2020
Questa voce raccoglie le informazioni riguardanti l'Associazione Sportiva Bisceglie nelle competizioni ufficiali della stagione 2019-2020.

## Stagione
Il Bisceglie disputa per questa stagione il 12º campionato di terza serie della sua storia, il terzo consecutivo. Sebbene retrocesso sul campo la stagione precedente, il sodalizio pugliese viene ripescato in Serie C 2019-2020 a completamento organico a causa della mancata iscrizione di alcune società. Per la nuova stagione viene riconfermato il tecnico Rodolfo Vanoli, insieme al suo staff.

## Calciomercato[1]

### Sessione estiva(dal 1/7 al 2/9/2019)
| Acquisti | Acquisti               | Acquisti          | Acquisti      |
| R.       | Nome                   | da                | Modalità      |
| -------- | ---------------------- | ----------------- | ------------- |
| P        | Angelo Casadei         | -                 | svincolato    |
| P        | Nicola Borghetto       | Verona            | prestito      |
| D        | Petko Hristov          | Fiorentina        | prestito      |
| D        | Matteo Piccinni        | -                 | svincolato    |
| D        | Giuseppe Tarantino     | -                 | svincolato    |
| D        | Valerio Cardamone      | -                 | svincolato    |
| D        | Nicola Turi            | -                 | svincolato    |
| D        | Layousse Diallo        | -                 | svincolato    |
| D        | Leonardo Mastrippolito | Reggina           | definitivo    |
| D        | Santiago Carrera       | Sud América       | definitivo    |
| C        | Giuseppe Ungaro        | Reggina           | definitivo    |
| C        | Ciro Spedaliere        | -                 | svincolato    |
| C        | Mady Abonckelet        | -                 | svincolato    |
| C        | Reno Wilmots           | -                 | svincolato    |
| C        | Albert Rafetraniaina   | Nizza             | definitivo    |
| C        | Mauro Estol            | Racing Montevideo | definitivo    |
| C        | Urban Žibert           | Reggina           | prestito      |
| A        | Antonio Messina        | Roccella          | fine prestito |
| A        | Salvatore Longo        | Fiorentina        | prestito      |
| A        | Osarimen Ebagua        | -                 | svincolato    |
| A        | Álvaro Montero         | -                 | svincolato    |
| A        | Alessandro Gatto       | -                 | svincolato    |
| A        | Vincenzo Antonicelli   | Pineto            | fine prestito |
| A        | Carlo Manicone         | Lugano            | prestito      |

| Cessioni | Cessioni            | Cessioni     | Cessioni      |
| R.       | Nome                | a            | Modalità      |
| -------- | ------------------- | ------------ | ------------- |
| P        | Stefano Addario     | -            | svincolato    |
| P        | Michele Cerofolini  | Fiorentina   | fine prestito |
| D        | Leonardo Longo      | -            | svincolato    |
| D        | Andrea Maestrelli   | -            | svincolato    |
| D        | Giordano Maccarrone | -            | svincolato    |
| D        | Toni Markić         | Viterbese    | definitivo    |
| D        | Riccardo Mastrilli  | SPAL         | fine prestito |
| D        | Maxime Giron        | Potenza      | fine prestito |
| D        | Luca Mosti          | Fiorentina   | fine prestito |
| C        | Vittorio Tricarico  | -            | svincolato    |
| C        | Dario Giacomarro    | -            | svincolato    |
| C        | Andrea Risolo       | -            | svincolato    |
| C        | Samuele Parlati     | Ascoli       | fine prestito |
| C        | Luzayadio Bangu     | Fiorentina   | fine prestito |
| A        | Ernesto Starita     | Casertana    | definitivo    |
| A        | Ivan Jovanovic      | NK Dugopolje | definitivo    |
| A        | Domenico Cuomo      | Sampdoria    | fine prestito |
| A        | Luigi Cuppone       | Pisa         | fine prestito |
| A        | Franck Djoulou      | Torino       | fine prestito |
| A        | Antonio Messina     | Milano City  | definitivo    |

### Sessione invernale(dal 2/1 al 31/1/2020)
| Acquisti | Acquisti           | Acquisti       | Acquisti   |
| R.       | Nome               | da             | Modalità   |
| -------- | ------------------ | -------------- | ---------- |
| A        | Tony Letizia       | svincolato     | -          |
| D        | Francesco Karkalis | svincolato     | -          |
| C        | Gennaro Armeno     | svincolato     | -          |
| C        | Riccardo Romani    | Como           | definitivo |
| A        | José Luis Sierra   | Unión Española | definitivo |
| C        | Jeremy Petris      | Crotone        | prestito   |
| C        | Federico Nacci     | Pisa           | prestito   |
| C        | Giordano Trovade   | Südtirol       | definitivo |
| C        | Joao Silva         | Trapani        | definitivo |

| Cessioni | Cessioni         | Cessioni       | Cessioni       |
| R.       | Nome             | a              | Modalità       |
| -------- | ---------------- | -------------- | -------------- |
| C        | Adriano Casella  | Fidelis Andria | definitivo     |
| A        | Tony Letizia     | Rimini         | definitivo     |
| C        | Reno Wilmots     | Triglav        | resciss. cons. |
| C        | Matteo Piccinni  | Chiasso        | resciss. cons. |
| A        | Carlo Manicone   | Lugano         | fine prestito  |
| D        | Valerio Zigrossi | Fano           | definitivo     |

### Rosa
Aggiornata al 30 gennaio 2020.
| N. |                       | Ruolo | Calciatore               |
| -- | --------------------- | ----- | ------------------------ |
| 1  | Italia (bandiera)     | P     | Angelo Casadei           |
| 2  | Senegal (bandiera)    | D     | Layousse Diallo          |
| 3  | Italia (bandiera)     | D     | Giuseppe Tarantino       |
| 4  | Belgio (bandiera)     | C     | Reno Wilmots             |
| 4  | Italia (bandiera)     | C     | Federico Nacci           |
| 5  | Italia (bandiera)     | D     | Valerio Zigrossi         |
| 6  | Italia (bandiera)     | D     | Leonardo Mastrippolito   |
| 7  | Italia (bandiera)     | A     | Saverio Dellino          |
| 8  | Italia (bandiera)     | C     | Andrea Cavaliere         |
| 8  | Italia (bandiera)     | D     | Germano Armeno           |
| 9  | Spagna (bandiera)     | A     | Álvaro Montero Fernández |
| 10 | Italia (bandiera)     | A     | Alessandro Gatto         |
| 11 | Madagascar (bandiera) | C     | Albert Rafetraniaina     |
| 12 | Italia (bandiera)     | P     | Matteo Iacarazzi         |
| 13 | Nigeria (bandiera)    | A     | Osarimen Ebagua          |
| 14 | Italia (bandiera)     | A     | Alessandro Camporeale    |
| 15 | Italia (bandiera)     | D     | Valerio Cardamone        |
| 16 | Francia (bandiera)    | C     | Mady Abonckelet          |
| 17 | Italia (bandiera)     | A     | Salvatore Longo          |

| N. |                       | Ruolo | Calciatore         |
| -- | --------------------- | ----- | ------------------ |
| 18 | Uruguay (bandiera)    | D     | Santiago Carrera   |
| 18 | Italia (bandiera)     | A     | Tony Letizia       |
| 18 | Italia (bandiera)     | A     | Riccardo Romani    |
| 19 | Italia (bandiera)     | C     | Francesco Karkalis |
| 20 | Portogallo (bandiera) | D     | Joao Silva         |
| 21 | Italia (bandiera)     | D     | Nicola Turi        |
| 22 | Italia (bandiera)     | P     | Nicola Borghetto   |
| 23 | Italia (bandiera)     | D     | Matteo Piccinni    |
| 23 | Cile (bandiera)       | A     | José Luis Sierra   |
| 24 | Italia (bandiera)     | C     | Giuseppe Ungaro    |
| 25 | Bulgaria (bandiera)   | D     | Petko Hristov      |
| 26 | Italia (bandiera)     | D     | Nicolò Murolo      |
| 27 | Italia (bandiera)     | C     | Claudio Ferrante   |
| 28 | Uruguay (bandiera)    | C     | Mauro Estol        |
| 29 | Italia (bandiera)     | A     | Carlo Manicone     |
| 29 | Italia (bandiera)     | C     | Giordano Trovade   |
| 30 | Slovenia (bandiera)   | C     | Urban Žibert       |
| 31 | Francia (bandiera)    | C     | Jeremy Petris      |

## Risultati

### Serie C

#### Girone di andata
| Arbitro: | Fontani |

|  |           |           |
|  | Marcatori | 42’ Gatto |

| Arbitro: | Carrione |

|                     |           |                 |
| De Risio 23’ (aut.) | Marcatori | 59’ Fischnaller |

| Arbitro: | Monaldi |

|                                    |           |  |
| Corazza 22’ Garufo 39’ Bianchi 65’ | Marcatori |  |

| Arbitro: | Marcenaro |

|  |           |                                    |
|  | Marcatori | 38’ Murano 44’ Viteritti 48’ Giosa |

| Arbitro: | Giaccaglia |

|  |           |           |
|  | Marcatori | 50’ Gatto |

| Bisceglie 25 settembre 2019, ore 14.00 CEST 6ª giornata | Bisceglie | 0 – 0 referto | Casertana | Stadio Gustavo Ventura (1.232 spett.)\| Arbitro: \| Luciani \| |
| Arbitro:                                                | Luciani   |               |           |                                                                |

| Arbitro: | Di Cairano |

|                        |           |                |
| Grillo 34’ Lescano 49’ | Marcatori | 76’ Abonckelet |

| Arbitro: | Ricci |

|               |           |                             |
| Gatto 9’, 42’ | Marcatori | 26’ Nappello 64’ Sataniello |

| Arbitro: | Cudini |

|            |           |  |
| Errico 57’ | Marcatori |  |

| Arbitro: | Perenzoni (Rovereto) |

|  |           |                      |
|  | Marcatori | 26’ Alessandro Celli |

| Arbitro: | Longo (Paola) |

|             |           |              |
| Calapai 44’ | Marcatori | 90+1’ Ebagua |

| Arbitro: | Acanfora |

|  |           |           |
|  | Marcatori | 26’ Perez |

| Teramo 3 novembre 2019, ore 14.00 CET 13ª giornata | Teramo    | 1 – 0 | Bisceglie | Stadio Gaetano Bonolis (2.515 spett.) |
| \| \| \| \| \| Ilari 37’ \| Marcatori \| \|        |           |       |           |                                       |
|                                                    |           |       |           |                                       |
| Ilari 37’                                          | Marcatori |       |           |                                       |

| Arbitro: | Tremolada |

|  |           |                                         |
|  | Marcatori | 21’ (rig.), 41’ Antenucci 57’ Di Cesare |

| Arbitro: | Vigile |

|                        |           |             |
| Fella 33’ Carriero 45’ | Marcatori | 57’ Montero |

| Arbitro: | Monaldi |

|                                |           |                             |
| Montero 18’ (rig.), 31’ (rig.) | Marcatori | 13’ (rig.), 48’ (rig.) Diop |

| Arbitro: | Bordin |

|                          |           |                              |
| Germinale 25’ Matino 72’ | Marcatori | 69’ Gatto 74’ (rig.) Letizia |

| Arbitro: | Scarpa |

|                         |           |                                |
| Esposito 24’ Marino 62’ | Marcatori | 44’ (rig.) Letizia 89’ Montero |

| Bisceglie 15 dicembre 2019, ore 14.00 CET 19ª giornata     | Bisceglie | 1 – 1        | Vibonese | Stadio Gustavo Ventura |
| \| \| \| \| \| Montero 74’ \| Marcatori \| 70’ Emmausso \| |           |              |          |                        |
|                                                            |           |              |          |                        |
| Montero 74’                                                | Marcatori | 70’ Emmausso |          |                        |

#### Girone di ritorno
| Arbitro: | Kumara |

|             |           |  |
| Montero 58’ | Marcatori |  |

| Arbitro: | Maranesi |

|                              |           |            |
| Turi 43’ (aut.) Giannone 52’ | Marcatori | 61’ Ebagua |

| Arbitro: | Gualtieri |

|            |           |                                 |
| Ebagua 16’ | Marcatori | 87’ Loiacono 90+8’ (rig.) Denis |

| Arbitro: | Bitonti |

|            |           |  |
| França 76’ | Marcatori |  |

| Bisceglie 2 febbraio 2020, ore 14.00 CET 24ª giornata                  | Bisceglie | 1 – 1                    | Avellino | Stadio Gustavo Ventura |
| \| \| \| \| \| Montero 48’ \| Marcatori \| 38’ (rig.) Dipaolantonio \| |           |                          |          |                        |
|                                                                        |           |                          |          |                        |
| Montero 48’                                                            | Marcatori | 38’ (rig.) Dipaolantonio |          |                        |

| Caserta 9 febbraio 2020, ore 14.00 CET 25ª giornata | Casertana | 0 – 0 referto | Bisceglie | Stadio Alberto Pinto\| Arbitro: \| Angelucci \| |
| Arbitro:                                            | Angelucci |               |           |                                                 |

| Arbitro: | Petrella |

|  |           |             |
|  | Marcatori | 79’ Lescano |

| Arbitro: | Moriconi |

|                 |           |  |
| Santaniello 63’ | Marcatori |  |

| Arbitro: | Cosso |

|  |           |           |
|  | Marcatori | 11’ Volpe |

| Arbitro: | Acanfora |

|                                 |           |                    |
| Russo 32’ (rig.) Mammarella 41’ | Marcatori | 74’, 90+5’ Montero |

| Arbitro: | Di Cairano |

|  |           |               |
|  | Marcatori | 63’ Salandria |

| Francavilla Fontana 15 marzo 2020, ore 14.00 CET 31ª giornata | Virtus Francavilla | annullata – | Bisceglie | Stadio Giovanni Paolo II |

| Bisceglie 22 marzo 2020, ore 14.00 CET 32ª giornata | Bisceglie | annullata – | Teramo | Stadio Gustavo Ventura |

| Bari 25 marzo 2020, ore 14.00 CET 33ª giornata | Bari | annullata – | Bisceglie | Stadio San Nicola |

| Bisceglie 29 marzo 2020, ore 14.00 CEST 34ª giornata | Bisceglie | annullata – | Monopoli | Stadio Gustavo Ventura |

| Pagani 5 aprile 2020, ore 14.00 CEST 35ª giornata | Paganese | annullata – [n.d. referto] | Bisceglie | Stadio Marcello Torre |

| Bisceglie 11 aprile 2020, ore 14.00 CEST 36ª giornata | Bisceglie | annullata – | Cavese | Stadio Gustavo Ventura |

| Bisceglie 19 aprile 2020, ore 14.00 CEST 37ª giornata | Bisceglie | annullata – | Rieti | Stadio Gustavo Ventura |

| Vibo Valentia 26 aprile 2020, ore 14.00 CEST 38ª giornata | Vibonese | annullata – | Bisceglie | Stadio Luigi Razza |

#### Play out
| Arbitro: | Cudini |

|  |           |            |
|  | Marcatori | 33’ Bariti |

| Arbitro: | Maranesi |

|             |           |  |
| Catania 72’ | Marcatori |  |

### Coppa Italia Serie C

#### Girone M
| Potenza 29 agosto 2019, ore 20:30 CEST 1ª giornata      | AZ Picerno | 0 – 2                 | Bisceglie | Stadio Alfredo Viviani |
| \| \| \| \| \| \| Marcatori \| 59’ Gatto 88’ Montero \| |            |                       |           |                        |
|                                                         |            |                       |           |                        |
|                                                         | Marcatori  | 59’ Gatto 88’ Montero |           |                        |

| Bisceglie settembre 2019, ore CEST 2ª giornata              | Bisceglie | 1 – 1        | AZ Picerno | Stadio Gustavo Ventura |
| \| \| \| \| \| Manicone 75’ \| Marcatori \| 70’ Nappello \| |           |              |            |                        |
|                                                             |           |              |            |                        |
| Manicone 75’                                                | Marcatori | 70’ Nappello |            |                        |

#### Fase eliminazione diretta
| Arbitro: | Valente (Viterbo) |

|                                     |           |           |
| Floro Flores 36’ Starita 89’ (rig.) | Marcatori | 81’ Longo |